# Louis Sangla
 (signalé en août 2025).
Si vous disposez d'ouvrages ou d'articles de référence ou si vous connaissez des sites web de qualité traitant du thème abordé ici, merci de compléter l'article en donnant les références utiles à sa vérifiabilité et en les liant à la section « Notes et références ».
- Archive Wikiwix
- Bing
- Cairn
- DuckDuckGo
- E. Universalis
- Gallica
- Google
- G. Books
- G. News
- G. Scholar
- Persée
- Qwant
- (zh) Baidu
- (ru) Yandex
- (wd) trouver des œuvres sur Wikidata

Pas d'image ? Cliquez ici

a Compétitions nationales et continentales officielles uniquement.

Louis Sangla, né le 3 janvier 1932 à Nay (Pyrénées-Atlantiques) et mort le 1er février 2021 à Grenade (Haute-Garonne), est un joueur de rugby à XIII évoluant au poste de pilier dans les années 1950 à 1960.
Il rejoint en 1957 le R.C. Roanne de Claudius Devernois où il joue avec Jean Barthe, Aldo Quaglio, Antoine Serra et Claude Mantoulan. Il y remporte le Championnat de France en 1960.

## Palmarès
- Collectif : 
  - Vainqueur du Championnat de France : 1960 (Roanne).
  - Finaliste du Championnat de France : 1961 (Roanne).

### Détails en club
| Saison    | Saison    | Championnat           | Championnat | Coupe           | Coupe      |
| Saison    | Saison    | Comp.                 | Class.      | Comp.           | Class.     |
| --------- | --------- | --------------------- | ----------- | --------------- | ---------- |
| 1957-1958 | RC Roanne | Championnat de France | ?           | Coupe de France | 1/8 finale |
| 1958-1959 | RC Roanne | Championnat de France | 5e          | Coupe de France | 1/4 finale |
| 1959-1960 | RC Roanne | Championnat de France | Champion    | Coupe de France | 1/4 finale |
| 1960-1961 | RC Roanne | Championnat de France | Finaliste   | Coupe de France | 1/2 finale |